# Joseph Pearce
Joseph Pearce (Barking, Gran Londres; 12 de febrero de 1961) es un escritor británico, que ejerce desde 2012 como Escritor Residente y profesor de Literatura en el Thomas More College of Liberal Arts en Merrimarck (Nuevo Hampshire). Anteriormente, desde 2005 ejerció cargos similares en la Universidad Ave María en Naples (Florida). Antes aún, desde 2001, ocupaba un cargo similar en el Ave Maria College en Ypsilanti (Míchigan). Es conocido por un gran número de biografías sobre literatos. Se convirtió al catolicismo el 19 de marzo de 1989, y escribe desde una perspectiva católica. Es también coeditor de The Saint Austin Review.  Fue líder juvenil de la extrema derecha inglesa y animó a Ian Stuart (con quien coincidió en la cárcel) a politizar la banda en la que cantaba (Skrewdriver) convirtiéndola en un altavoz de los mensajes neonazis, antes de convertirse al catolicismo.

## Biografía
Pearce nació en Barking, Londres y se crio en Haverhill, Suffolk. En agosto de 1973, cuando Joseph tenía doce años, su familia regresó a Barking.

### Frente Nacional
A los 15 años, Joseph se unió al ala juvenil del Frente Nacional (NF), un partido político de extrema derecha opuesto a un Reino Unido multirracial y multiétnico. En ese momento, un gran número de inmigrantes de India y Pakistán se estaban mudando a Barking. La violencia entre jóvenes blancos y asiáticos era un lugar común y la NF, que Pearce ha descrito como "una fuerza emergente en la política británica que exigía la repatriación obligatoria de todos los inmigrantes no blancos", era muy popular entre los residentes blancos de Barking.
Estuvo estrechamente involucrado en las actividades organizativas de NF y saltó a la fama por primera vez en 1977 cuando, a la edad de dieciséis años, fundó Bulldog, el periódico de la organización. Bulldog se asoció con parte de la propaganda NF más virulenta. En 1980, Pearce se convirtió en editor de Nationalism Today, en el que argumentó con vehemencia a favor de la preservación racial, y en 1982 publicó un folleto sobre este tema titulado ¡Lucha por la libertad!
En sus memorias de 2013, Pearce escribe que, si bien la NF negó ser una organización neonazi, la afirmación se volvía más difícil de sostener cuanto más subías en los escalones de liderazgo. Se instó a los miembros de NF a leer literatura sobre la negación del Holocausto y los escritos de David Irving. Además, a los miembros disidentes del NF se les llamaba habitualmente "Strasserites", en honor a los hermanos que desafiaron a Adolf Hitler por el liderazgo del Partido Nazi.
Según Pearce, los activistas de extrema izquierda fueron responsables de la mayor parte de la violencia en los mítines de NF, pero las peleas expulsaron a los moderados. Describió la Batalla de Lewisham como un "hito": "Antes de eso, las marchas estaban compuestas principalmente por personas de mediana edad y clase media. Había líderes de escuadrón, veteranos de la Segunda Guerra Mundial. Y luego, con el aumento de la violencia y, ante el interés de los medios de comunicación previo a los sucesos de Lewisham, muchas personas mayores se mantuvieron alejadas, porque claramente iba a haber un motín y no querían ser parte de él ". "[La] cosa de los cabezas rapadas regresó. Muchos tipos de hooligans del fútbol que eran racistas vinieron a las peleas. La violencia de la extrema izquierda provocó la violencia en reacción. Luego se salió de control, con miles de hooligans y cabezas rapadas, y luego lo que vieron fueron 2.000 jóvenes calvos caminando por la calle haciendo saludos nazis ".
Debido a la naturaleza supremacista blanca de sus artículos, Pearce fue procesado dos veces bajo la Ley de Relaciones Raciales de 1976, y cumplió condena en prisión en 1982 y 1985-1986.
Él era un colaborador cercano de Nick Griffin, y ambos fueron atacados por Martin Webster por dedicar demasiado tiempo a escribir para la revista Third Position Rising y no lo suficiente a sus deberes NF. Como resultado, se unió a Griffin para renunciar a la NF en noviembre de 1983 antes de hacer circular una declaración en la que se quejaban del papel de Webster en el partido. La declaración afirmaba que Pearce y Griffin se iban para evitar una cacería de brujas dirigida por Webster y tuvo el efecto de asegurar la destitución de Webster de su puesto como Organizador de Actividades Nacionales.
Al regresar a la NF, Pearce se convirtió en editor de Nationalism Today, que apoyó la línea de Soldado Político dentro de la NF. En esta posición, argumentó con vehemencia a favor de la preservación racial, produciendo un panfleto titulado ¡Lucha por la libertad! sobre este tema en 1984. Inicialmente un partidario entusiasta de la tendencia del Soldado Político, Pearce adoptó su apoyo al etnopluralismo y, sobre esta base, se puso en contacto con la Embajada de Irán en Londres en 1984 para tratar de obtener fondos para la NF, aunque no llegó a nada.Sin embargo, a medida que pasaba el tiempo, Pearce, que provenía de un entorno de clase trabajadora y, por lo tanto, era mucho más popular entre los skinheads de NF que el resto de los soldados políticos con educación universitaria, se desilusionó con la falta de actividad electoral y se acercó a Andrew Brons. En poco tiempo, Pearce se convirtió en miembro de pleno derecho del Flag Group y fue expulsado junto con el resto de ese grupo por el Frente Oficial Nacional en 1986.
Pearce se convirtió en un miembro destacado del nuevo grupo y buscó ampliar sus actividades. Escritor y editor habitual de publicaciones de Flag Group, contribuyó a la ideología del grupo, en particular argumentando a favor del distributismo en una edición de 1987 de la revista del partido Vanguard. Al principio de su carrera, Pearce incluso se había puesto en contacto con John Tyndall para sugerir la posibilidad de una alianza con el Partido Nacional Británico. La idea fue considerada por Tyndall pero finalmente fue rechazada por consejo de Ray Hill y Charles Parker. Entre 1980 y 1985, Pearce se hizo amigo del líder neofascista italiano Roberto Fiore, quien estaba huyendo de los cargos relacionados con el atentado con bomba en la estación de tren de Bolonia en 1980. En sus memorias de 2013, Pearce expresa la creencia de que Fiore y su organización no estuvieron involucrados de ninguna manera con el bombardeo y que el gobierno italiano estaba utilizando el ataque para ajustar cuentas con organizaciones de extrema derecha.

### Irlanda del Norte
Pearce también fue miembro de la Orange Order y, entre 1978 y 1985, fue un visitante frecuente de Irlanda del Norte. Durante sus visitas, estableció relaciones cercanas y amistosas con el líder de la Asociación de Defensa del Úlster Andy Tyrie, el líder de los Luchadores por la Libertad del Úlster John McMichael y el miembro de la Fuerza Voluntaria del Úlster George Seawright. A pesar de su simpatía por los Leales, Pearce rechazó todos los intentos de reclutarlo en el aspecto violento de los Problemas. Ha escrito: "A pesar de todo mi extremismo, no tenía ningún deseo de matar a nadie, o que alguien matara a nadie por mí". Pearce también ha escrito: "A pesar de mi propia falta de voluntad para involucrarme demasiado directamente en el operaciones terroristas en Irlanda del Norte, yo estaba muy consciente, al igual que los líderes de la UVF y la UDA, de que los miembros del Frente Nacional que servían con el Ejército en Irlanda del Norte estaban contrabandeando información de inteligencia sobre presuntos miembros del IRA a los paramilitares leales. Esta información incluía fotografías de presuntos miembros del IRA, el tipo de automóvil que conducían y su número de registro, y otros datos útiles. Tengo pocas dudas de que esta información fue utilizada por la UVF y la UDA para apuntar y asesinar a sus enemigos".
En 1979, Pearce fue invitado a un debate sobre inmigración en BBC Radio 1 junto a un miembro de la Liga Antinazi y el líder de Stiff Little Fingers, Jake Burns. Pearce ha escrito que recuerda poco del debate, "más allá de los obvios intercambios insultantes entre yo y el joven igualmente irritable que representaba a la Liga Antinazi". Después de la transmisión, Pearce se sorprendió cuando Burns lo invitó a compartir una pinta en un pub local. Durante su bebida, Burns, conocido por "buscar la paz en Irlanda del Norte mientras yo predicaba la guerra total", intentó persuadir gentilmente a Pearce para que reconsiderara sus opiniones. Pearce ha calificado este encuentro con Burns como uno de los muchos "luces de claridad que abrieron el camino para salir de la oscuridad".

### Conversión
Cuando el Flag Group se quedó sin impulso, Pearce se desvaneció en gran medida de la escena, habiendo decidido convertirse al catolicismo durante su segunda condena en prisión. A pesar de los esfuerzos de Ian Stuart para atraerlo nuevamente a la NF, Pearce no asumió ningún papel en la organización que fue dirigida después de 1990 por Ian Anderson.
Según Pearce, "'Un ateo sano no puede ser demasiado cuidadoso con los libros que lee'. Eso dijo CS Lewis en su disculpa autobiográfica, Sorprendido por la alegría. Estas palabras continúan resonando a lo largo de los años que me separan de la amargura de mi pasado. Lo que es cierto del ateo es tan cierto del racista, que es lo que yo era. Un infierno de odio consumió mi juventud. Finalmente, me encontré con el brillo del día cristiano, pero, al mirar hacia atrás por ese camino, puedo ver en mi mente las velas literarias que iluminaban el camino. Hay docenas de velas que llevan el nombre de GK Chesterton, de la cual Ortodoxia, El hombre eterno, El pozo y los bajíos y El contorno de la cordura brillan con un brillo particular. Casi tantas velas llevan el nombre del gran amigo de Chesterton, Hilaire Belloc, y varias llevan el nombre de John Henry Newman. Y, por supuesto, está la presencia parpadeante de Lewis y JRR Tolkien. Estos y muchos otros iluminan el camino por el que he viajado ".

### Biógrafo
Como autor católico, Pearce se ha centrado principalmente en el trabajo de escritores católicos ingleses como J. R. R. Tolkien, G. K. Chesterton e Hilaire Belloc. Su libro Literary Converts, publicado en 1999, captura este interés y consiste en ensayos que muestran el proceso de conversión de muchos escritores que se convirtieron en católicos convencidos. Pearce también ha promovido la doctrina social de la Iglesia, en particular el distributismo como sistema económico católico. Su principal contribución en este ámbito ha sido su libro Small is Still Beautiful, que retoma el tema propuesto anteriormente por E. F. Schumacher en su libro Small Is Beautiful.
En 1998, Joseph Pearce le escribió a Alexander Solzhenitsyn y expresó interés en escribir una biografía de él. Pearce mencionó en su carta que ya había publicado una biografía de G.K. Chesterton y que esperaba corregir las fallas de otras biografías de Solzhenitsyn colocando la fe cristiana del escritor en el centro del escenario. Pearce no esperaba recibir respuesta, pero Solzhenitsyn respondió casi de inmediato e invitó a Pearce a viajar a Rusia para comenzar a trabajar en la biografía. Cuando Pearce llegó a la residencia de la familia Solzhenitsyn, Alya Solzhenitsyn hizo hincapié en mostrar que su marido estaba coleccionando las obras completas de Chesterton. Durante sus reuniones, Solzhenitsyn le dijo a Pearce que ve a Rusia y Occidente como dos partes de una civilización cristiana amenazada. En sus memorias de 2013, Pearce ha descrito sus encuentros con Solzhenitsyn como "uno de los mejores momentos de mi vida. También me complace saber que el gran escritor ruso aprobó mi biografía sobre él".
Pearce también ha escrito una biografía del poeta anglo-sudafricano y converso católico Roy Campbell, cuyas simpatías nacionalistas durante la guerra civil española lo han etiquetado como fascista y dejado fuera de las antologías de poesía moderna. La biografía de Pearce revela que Campbell perdió su trabajo como editor de la revista Voorslag y fue sometido al ostracismo social después de publicar artículos que instaban a la igualdad racial en la Sudáfrica de 1920. Pearce también describe cómo Campbell rechazó los esfuerzos de Sir Oswald Mosley para reclutarlo en la Unión Británica de Fascistas. Pearce además cita evidencia de las cartas y poesía de Campbell para mostrar que este último apoyó el esfuerzo de guerra británico contra la Alemania nazi. Pearce también ha editado una antología de la poesía y las traducciones de versos de Campbell, que permanece impresa.

### Televisión
Joseph Pearce es el presentador de la serie de televisión de EWTN The Quest for Shakespeare, basada en su libro The Quest for Shakespeare: The Bard of Avon and the Church of Rome. El programa se concentra en la evidencia de que Shakespeare era católico y consta de trece episodios.
También en EWTN, Pearce fue el presentador de un programa especial de una hora que se transmitió el 14 de diciembre de 2014 titulado Tolkien: Elves, Hobbits y Men. Pearce enfatizó algunos elementos de El señor de los anillos que, en su opinión, se basan en la fe católica de Tolkien. Por ejemplo, Pearce establece un paralelo entre la escena de la muerte de Boromir y el Sacramento de la Penitencia. El programa se emitió nuevamente el 16 de diciembre de 2014.

### Ediciones en español
- G. K. Chesterton: sabiduría e inocencia. Ediciones Encuentro. 1998. ISBN 978-84-7490-462-8.
- Tolkien: hombre y mito.. Ediciones Minotauro. 2000. ISBN 978-84-450-7330-8.
- J. R. R. Tolkien: señor de la Tierra Media. Ediciones Minotauro. 2002. ISBN 978-84-450-7394-0.
- Oscar Wilde. La verdad sin máscaras. Ciudadela Libros. 2006. ISBN 978-84-934669-2-3.
- Solzhenitsyn. Un alma en el exilio. Ciudadela Libros. 2007. ISBN 978-84-96836-11-2.
- Shakespeare: una investigación de Joseph Pearce. Ediciones Palabra. 2008. ISBN 978-84-9840-187-5.
- Escritores conversos: la inspiración espiritual en una época de incredulidad (4ª edición). Ediciones Palabra. 2009. ISBN 978-84-9840-022-9.
- Por los ojos de Shakespeare. Ediciones Rialp. 2013. ISBN 9788432142925.
- Mi carrera con el diablo. Del odio racial al amor racional. Ediciones Palabra. 2013. ISBN 978-84-9840-047-2.